# Głos Świdnika
Głos Świdnika – tygodnik wydawany lokalnie na terenie powiatu świdnickiego. Ukazuje się od 1956 roku.
Pierwszy egzemplarz „Głosu Świdnika” ukazał się w październiku 1956 roku. Pismo powstało jako dwutygodnik Wytwórni Sprzętu Komunikacyjnego w Świdniku. Z biegiem lat formuła gazety obejmowała coraz szerszą tematykę. Oprócz problemów wytwórni poruszano sprawy budującego się miasta, kultury i sportu. „Głos Świdnika” stawał się elementem integrującym społeczność młodego miasta. W 1993 roku zmienił się status pisma. Z gazety wydawanej przez PZL-Świdnik przekształcone zostało w tygodnik miejsko-zakładowy. W 40-tysięcznym Świdniku od 1999 roku, po powstaniu powiatu świdnickiego, „Głos Świdnika” można kupić na terenie wszystkich gmin powiatu: Piask, Rybczewic, Trawnik i Mełgwi.
Redakcja „Głosu Świdnika” jest autorem szeregu inicjatyw mających na celu integrację środowiska. Najważniejszą jest coroczny plebiscyt na Świdniczanina Roku. Wśród jego laureatów, wyłanianych drogą głosowania czytelników, są pedagodzy, działacze społeczni, ludzie kultury, duchowni. „Głos Świdnika” jest tygodnikiem zajmującym się wszystkimi aspektami życia Świdnika, PZL-Świdnik i powiatu świdnickiego. Relacjonuje całe spektrum wydarzeń gospodarczych, społecznych, kulturalnych i sportowych.

## Poprzedni redaktorzy naczelni
- Mieczysław Kruk
- Marian Kos
- Stanisław Strelnik
- Maria Balicka
- Jerzy Jurak
- Wojciech Samoliński
- Cezary Listowski
- Marek Naumiuk